# Ён, Карсон
Карсон Ён Ка Синь (кит. упр. 杨家诚, пиньинь Yáng Jiāchéng, палл. Ян Цзячэн; 27 февраля 1960, Гонконг) — гонконгский предприниматель.

## Ранние годы
В 12 лет переехал в Лондон и жил там до 19 лет. В 19 лет вернулся обратно в Гонконг, где работал в парикмахерской Цым Ша Суя "Vanity" вплоть до 1990-х годов.

## Карьера

### Инвестиционная
Ён начал свою инвестиционную карьеру после того как нажил состояние в компании недвижимости HK. В 1997 Ён начал испытывать финансовые трудности из-за азиатского финансового кризиса. Чтобы покрыть подведенные акции Ён в 1999 году инвестировал в дешевые акции в Макао. В 2004 году Ён стал соучредителем казино Greek Mythology в Макао. Он некоторые время был главой отдела человеческих ресурсов в газовой компании.